# Георге Попеску (футболіст, 1919)
Не варто плутати з іншим футболістом «Стяуа» та збірної Румунії Георге Попеску (нар. 1967).
Георге Попеску (рум. Gheorghe Popescu, 8 серпня 1919, Бухарест — 5 січня 2001) — румунський футболіст, тренер і функціонер. Як гравець він провів 135 ігор у вищому румунському дивізіоні, а як тренер очолював збірну Румунії під час Олімпійських ігор 1952 року. Згодом з 1963 по 1967 рік був президентом Румунського футбольного союзу.

## Клубна кар'єра
Кар'єра Попеску почалася в молодіжній команді «Глорії» (Бухарест), де він грав з 14 років. У віці 16 років він перейшов до бухарестського клубу «Спортул Студенцеск», що грав у другому дивізіоні, де став виступати на позиції лівого вінгера у першій команді. У 1937 році він і його команда піднялися до вищого дивізіону, Дивізія А. Він дебютував у найвищому дивізіоні 12 вересня 1937 року в гостьовому матчі проти «Глорії» (Арад), програвши з рахунком 0:3. Він був основним гравцем у юному віці та основним бомбардиром команди. У сезоні 1937/38, як і в наступному році, він і його клуб зуміли залишитися в еліті, а також дійшли до фіналу Кубка 1939 року, де він і його команда програли 0:2 бухарестському «Рапіду».
У сезоні 1939/40 Попеску домігся найкращого результату з клубом. Він з 14 голами посів четверте місце в списку найкращих бомбардирів, а клуб став третім у чемпіонаті після столичних «Венуса» і «Рапіда». У наступному сезоні він зміг забити 13 голів, а команда виступила не так вдало і закінчила сезон у середині таблиці.
У зв'язку з початком Другої світової війни Дивізія А була припинена в 1941 році, і розігрувався лише Кубок Румунії. «Спортул» дійшов до фіналу Кубка 1943 року, але програв з рахунком 4:0 клубу ЧФР (Турну-Северин). Згодом Попеску був змушений перервати футбольну кар'єру через те, що його призвали до румунської армії.
Після повернення з фронту Попеску недовго грав за «Кармен» (Бухарест) у 1944 році, а потім повернувся до «Спортула», який на той час називався «Спарта» (Бухарест). Там, незважаючи на десять голів у дванадцяти іграх у 1946 році, він не зміг допомогти команді вийти до Дивізії А, після чого знову приєднався до «Кармена». У своєму новому клубі він зміг стати віцечемпіоном Румунії сезоні 1946/47, поступившись у таблиці лише клубу ІТА (Арад), але забив лише чотири голи.
Влітку 1947 року «Кармен» було розпущено новим румунським соціалістичним керівництвом і на його базі створено армійський спортивний клуб АСА (Бухарест), до якого також потрапив Попеску. Допомігши команді уникнути вильоту в перший рік, Попеску майже не грав у наступному сезоні 1948/49, через що завершив ігрову кар'єру.

### Виступи за збірну
Попеску дебютував за збірну Румунії з футболу 10 червня 1937 року в товариському матчі проти Бельгії і став наймолодшим гравцем в історії національної збірної до того часу, дебютувавши у віці 17 років і 10 місяців. , 14 днів.
Потім йому довелося чекати до 31 березня 1940 року, перш ніж новий національний тренер Вірджил Економу знову викликав гравця до збірної. Того року Попеску зіграв у чотирьох з п'яти міжнародних матчах і забив свій єдиний гол у національній збірній — у грі проти Югославії (2:1) 22 вересня 1940 року.
13 червня 1943 року він зіграв свій останній шостий матч за збірну проти Словаччини (2:2).

## Кар'єра тренера
Після завершення кар'єри гравця він записався на перший тренерський курс, організований Федерацією. Закінчив його з найвищим середнім показником, проявивши педагогічну майстерність і передові спеціальні знання. Після цього Попеску повернувся до свого останнього клубу, який змінив назву на ККА, ставши четвертим тренером в історії команди. І в цьому випадку він також встановив рекорд, не побитий і сьогодні, будучи наймолодшим тренером в історії «Стяуа», оскільки очолив команду у віці 31 рік і 7 місяців у березні 1951 року на початку сезону 1951 року, змінивши на цій посаді Франсіска Роная. Також він став першим тренером, який приніс команді чемпіонство і золотий дубль, здобутий у перший же рік його роботи тренером. Він зміг повторити цей успіх і наступного року, перш ніж його змінив Ронай в серпні 1953 року, вигравши і того року чемпіонство.
У травні 1952 року Попеску паралельно з роботою у клубі обійняв посаду головного тренера національної збірної Румунії, дебютувався 25 травня у товариській грі з Польщею, яка завершилася перемогою з рахунком 1:0. Наступний матч румуни з Попеску на чолі зіграли вже у липні під час Олімпійських ігор 1952 року в Гельсінкі, але програли у першій же грі майбутнім олімпійським чемпіонам Угорцям і вилетіли з турніру. Після того, як він не зміг подолати кваліфікацію на чемпіонат світу 1954 року, здобувши дві перемоги над Болгарією та зазнавши поразки на виїзді з Чехословаччиною, восени 1953 року його замінив Штефан Добаї.
На початку 1955 року Попеску знову став тренером збірною. Під час свого другого терміну він не зміг пройти відбір на Чемпіонат світу 1958 року, вигравши обидві гри з Грецією, а зіграв внічию та програв Югославії, яка і вийшла з групи, після чого покинув збірну.
1961 року він втретє очолював збірну в двох товариських іграх з Туреччиною, а у листопаді 1962 року вчетверте і востаннє був тренером збірної Румунії, на цей раз лише в одній грі з Іспанією (3:1) у кваліфікації до чемпіонату Європи 1964 року. Загалом за усі чотири періоди у національній збірній Георге Попеску провів на посаді головного тренера 25 ігор, у яких здобув 13 перемог, чотири нічиїх і зазнав вісім поразок.
Паралельно із роботою у збірній він повертався і до клубної роботи, очолюючи ККА, який згодом отримав назву «Стяуа». Вдруге він це зробив у серпні 1958 року, ала відміну від свого першого терміну, він виграв лише один титул чемпіона у сезоні 1959/60 років, після чого покинув команду.
У березні 1962 року Попеску втретє став тренером «Стяуа», де залишався по липень. Команда вкрай невдало виступила у чемпіонаті, посівши підсумкове 9 місце сезону 1961/62, але змогла виграти Кубок Румунії.

## Функціонерська діяльність
Надалі Попеску був президентом Румунської футбольної асоціації та Союзу фізичної культури та спорту із січня 1963 року по травень 1967 року. Під час його перебування на посаді були засновані перші футбольні центри для дітей та молоді в Румунії та видавався футбольний журнал Fotbal.
Після розгромної поразки збірної від Швейцарії з рахунком 1:7 у кваліфікації до чемпіонату Європи 1968 року Попеску пішов у відставку та повернувся до «Стяуа» на посаду віцепрезидента, де працював до 1973 року. За цей час команда здобула титул чемпіона Румунії у 1968 році та Кубок Румунії тричі поспіль з 1969 по 1971 рік.

## Титули і досягнення

### Як тренера
- Чемпіон Румунії (3):

«Стяуа»: 1951, 1952, 1959/60
- Володар Кубка Румунії (3):

«Стяуа»: 1951, 1952, 1961/62